# Enrique Chazarreta
Enrique Chazarreta, né le 29 juillet 1947 à Coronel Du Graty et mort le 24 mars 2021, est un footballeur international argentin évoluant au milieu de terrain.

## Carrière
Il fait ses débuts professionnels avec Argentinos Juniors pour la saison 1969.
Dès 1970, il joue avec à  San Lorenzo, prestigieux club avec lequel il remporte de nombreux trophées nationaux.
Ce succès lui permet de prétendre à la sélection nationale qu'il intègre la première fois le 6 février 1973 contre le Mexique.
Ainsi, il est sélectionné pour la Coupe du monde 1974. Il n'y joue qu'une seule rencontre et sa nation est éliminée dès le 2e tour.
En 1975, à 28 ans, il décide de jouer en Europe et s'engage avec l'Olympique Avignonnais qui évolue en D1 française.
L’expérience est peu concluante puisque l'équipe échoue à la dernière place et se voit reléguée en 2e division pour la saison 1976-1977 qu'il joue malgré tout.
En 1977 il s'engage avec un autre club de 2e division française, l'Olympique d'Alès où il jouera également le milieu de tableau pendant deux saisons.
En 1980, il rentre en Argentine et rejoint des clubs de 2e division ; d'abord Gimnasia La Plata puis le CD Morón.

## Palmarès
- San Lorenzo
  - Vainqueur du Championnat d'Argentine 1972 et 1974.